# Лупиці (Любуське воєводство)
Лупиці (пол. Łupice) — село в Польщі, у гміні Слава Всховського повіту Любуського воєводства.
Населення — 779 осіб (2011).
У 1975-1998 роках село належало до Зеленогурського воєводства.

## Демографія
Демографічна структура станом на 31 березня 2011 року:
|          | Загалом | Допрацездатний вік | Працездатний вік | Постпрацездатний вік |
| -------- | ------- | ------------------ | ---------------- | -------------------- |
| Чоловіки | 397     | 95                 | 276              | 26                   |
| Жінки    | 382     | 92                 | 233              | 57                   |
| Разом    | 779     | 187                | 509              | 83                   |